# Securitate
La Securitate (« Sécurité » en roumain), dont l'appellation officielle était Departamentul Securității Statului (« Département de la Sécurité de l'État »), est la police politique secrète roumaine sous l'ère communiste. Elle a succédé à la Siguranța statului (« Sûreté de l'État ») en 1945, après la sévère épuration de cette dernière.
Rapportés au nombre d'habitants, ses effectifs étaient parmi les plus importants de toutes les polices secrètes du bloc communiste, si l'on compte les informateurs civils.

## Histoire

### Fondation
La Direction générale de la sécurité du peuple (Direcția Generală a Securității Poporului (DGSP) en roumain), plus communément appelée la Securitate, fut officiellement fondée, en étroite collaboration avec des officiers soviétiques du MGB (futur KGB), le 30 août 1948 par le décret no 221/30. Toutefois, elle existait déjà dans les faits depuis 1944 lorsque les communistes commencèrent à infiltrer à grande échelle le ministère des Affaires intérieures, mais il fallut quatre ans pour détruire complètement la Siguranța statului, la police et la justice du « régime bourgeois-aristocratique » précédent, et former, à l'« Académie ouvrière du Parti "Ștefan Gheorghiu" », les successeurs des agents, policiers et magistrats épurés (et, pour la plupart, jugés comme « ennemis du peuple » par des « tribunaux populaires » et incarcérés).
Son but affiché était de « défendre les conquêtes démocratiques et (...) garantir la sécurité de la République populaire de Roumanie contre les complots des ennemis tant intérieurs qu'extérieurs » (« a apăra cuceririle democratice și de a asigura securitatea Republicii Populare Române împotriva uneltirilor dușmanilor interni și externi »). 
Le poste de directeur de la Securitate fut attribué au général soviétique Gheorghe Pintilie (de son vrai nom Pantelei Bodnarenko, connu sous le pseudonyme de Pantiușa), tandis que deux officiers soviétiques devenaient directeurs adjoints. Ces derniers, les généraux Alexandru Nicolschi (en) (un Juif né en Bessarabie, officier du NKVD, de son vrai nom Boris Grünberg) et Vladimir Mazuru (un Ukrainien de Bessarabie, né Mazurov), avaient de fait la mainmise sur l'organisation : personne ne pouvait sans leur accord obtenir un poste à responsabilités au sein de la Securitate.
Au début, certains agents de la Securitate étaient d'anciens membres de la Sûreté royale, la Direcția Generală a Poliției de Siguranță (Direction générale de la sûreté). Toutefois, très rapidement, Pintilie ordonna l'arrestation de tous ceux qui avaient fait partie de la police sous la monarchie et recruta, pour les remplacer, des membres zélés du Parti communiste, afin de s'assurer une totale loyauté au sein de l'organisation.
Le premier budget de la Securitate en 1948 faisait état de 4 641 postes, sur lesquels 3 549 étaient occupés le 11 février 1949 : 64 % étaient des ouvriers, 28 % des fonctionnaires, 4 % des paysans, 2 % des intellectuels et 2 % à l'origine non spécifiée.

### Campagne contre les«ennemis de classe»
En 1951, les effectifs de la Securitate avaient été multipliés par 5, en application de la lutte des classes en Roumanie. À l'instigation du Parti, la Securitate quadrilla l'ensemble de la société, recrutant des informateurs dans toutes les entreprises, dans tous les quartiers et villages, toutes les institutions et administrations, dans le but de « dépister » toutes les personnes « tièdes » ou pire : opposantes au régime. Des prisons spéciales furent aménagées pour recevoir ces « ennemis de classe », généralement sans procès préalable. Dans ces camps, les prisonniers travaillaient jusqu'à la mort ou, s'ils n'en avaient plus la force, étaient fusillés. L'une de ces prisons, située à Sighetu Marmației, a été transformée en musée témoignant de l'oppression du régime communiste.
Il n'était pas nécessaire d'être un opposant affiché pour subir les persécutions de la police politique. Des centaines de milliers de personnes, par leur simple position sociale en 1950, ont été la cible de la Securitate. Menaces, chantage sur les enfants et leur accès aux études supérieures, visites nocturnes extrajudiciaires régulières, saisies illégales de biens meubles. Un mélange de mesures vexatoires et de spoliations était systématiquement appliqué pour terroriser les familles aisées, leur ôter tout moyen financier, et surtout toute velléité de résistance.
En 1964, le gouvernement proclama une amnistie générale : selon les statistiques officielles de la Securitate, 10 014 prisonniers furent relâchés de ces camps. La propagande officielle déclara qu'il n'y avait plus aucun prisonnier politique en Roumanie, même si les arrestations pour « conspiration contre l'ordre social » ou « complot » étaient fréquentes.

### Appel à la«conscience populaire»
Après cette amnistie, la Securitate en appela à la « conscience populaire », ce qui en fait signifiait une hausse significative de l'utilisation, par l'organisation, d'informateurs. De nombreux Roumains furent forcés à donner des informations sur des amis ou leur famille en recourant à la délation. Les informateurs signaient un contrat par lequel ils s'engageaient à « signaler les menaces à l'encontre de l'État ».
Dans les années 1980, la Securitate lança une vaste campagne pour éradiquer la dissidence dans le pays :
- manipulation de la population au moyen de rumeurs (comme des contacts supposés avec les services de renseignements occidentaux), de machinations, de fausses preuves, de dénonciations publiques ;
- volonté de dresser certaines parties de la population les unes contre les autres ;
- humiliation en public des dissidents ;
- censure renforcée ;
- répression du moindre signe d'indépendance de la part des intellectuels.

L'entrée en force à l'intérieur des maisons et des bureaux était un autre procédé utilisé par la Securitate afin de soutirer des informations de l'ensemble de la population.

## Organisation

### Direction générale des opérations techniques
La Direction générale des opérations techniques (Direcția Generală de Tehnică Operativă) est un élément-clé de la Securitate. Créée avec l'assistance des Soviétiques en 1954, elle surveillait toutes les communications vocales et électroniques passées en Roumanie ou en direction de l'étranger. Elle avait mis sur écoute les téléphones et interceptait tous les messages envoyés par télégraphe ou téléscripteur, ayant placé des micros dans les bâtiments publics et privés. Presque toutes les conversations dirigées vers la Roumanie communiste auraient été écoutées par ce département.

### Direction du contre-espionnage
La Direction du contre-espionnage (Direcția de Contraspionaj) enquêtait sur tous les étrangers résidant en Roumanie et faisait tout pour empêcher ceux-ci d'entrer en contact avec les Roumains. Si un contact était impossible à arrêter, elle mettait sous surveillance les personnes. De nombreuses mesures étaient mises en place afin d'empêcher que les Roumains vivent avec des ressortissants étrangers. Ainsi toute personne connaissant un étranger devait le signaler sous 24 heures. Cette Direction était aussi chargée d'arrêter les Roumains qui chercheraient asile dans les ambassades étrangères.

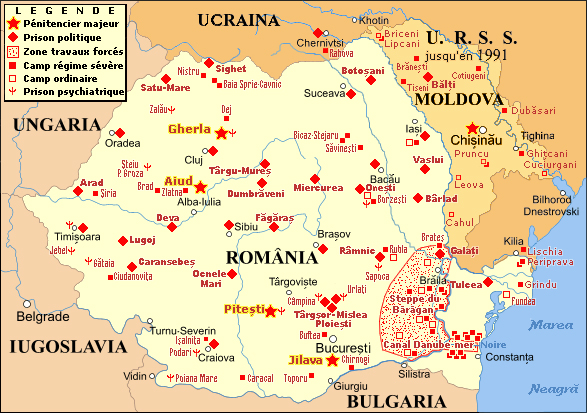
Réseau de prisons et de camps en Roumanie et RSS moldave (1945-1989).

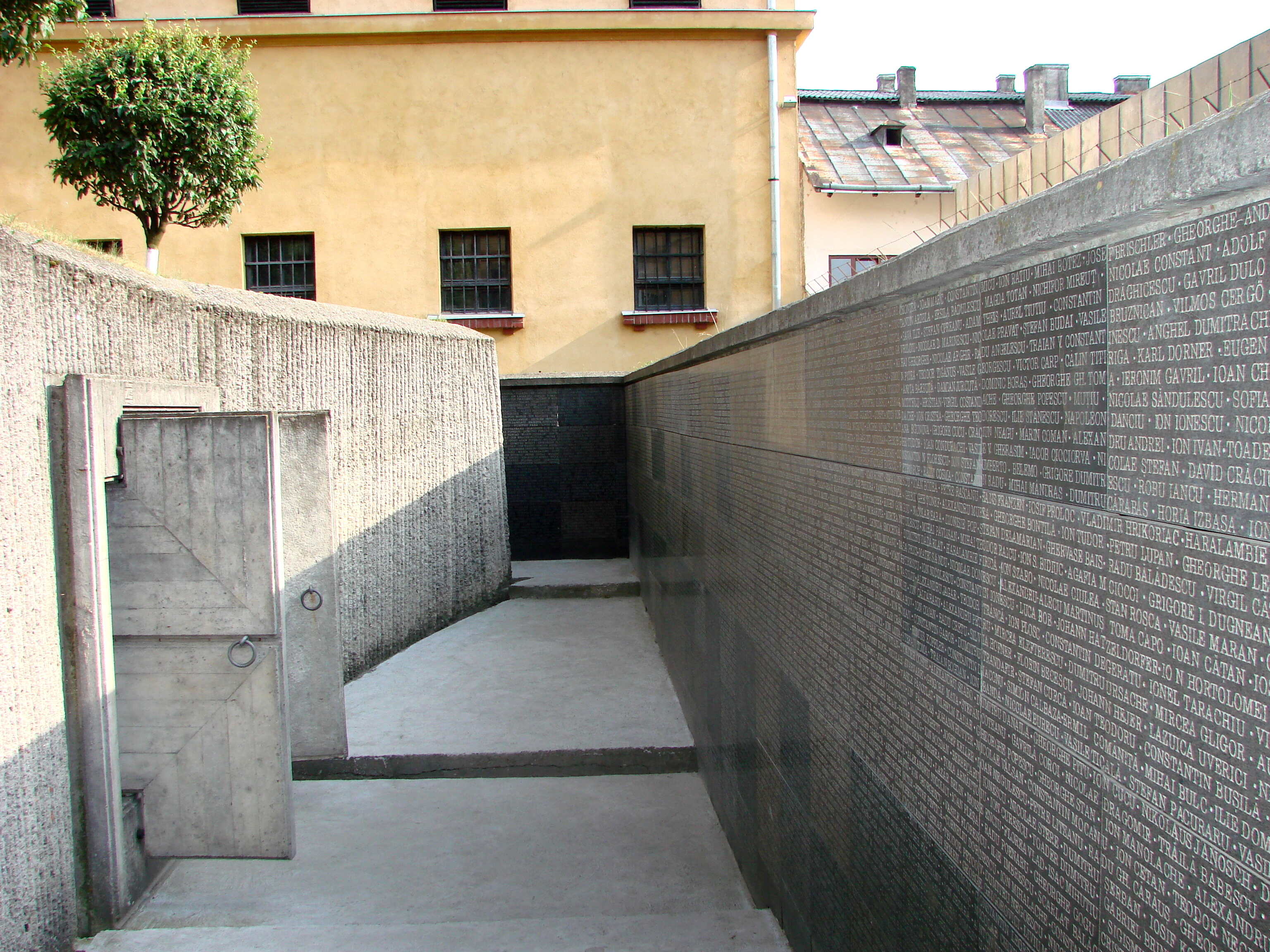
Le « mur des 975000 victimes arrêtées » du régime communiste en Roumanie, dans le mémorial de Sighet.

### Direction pénitentiaire
La Direction pénitentiaire opérait dans les prisons roumaines, connues pour leurs conditions de vie déplorables. Les prisonniers étaient régulièrement battus, ne pouvaient disposer de médecins ni recevoir du courrier ; parfois, des doses mortelles de poison leur étaient administrées. Certaines, comme celle de Pitești, étaient « expérimentales », à la fois centres d'internement psychiatrique et de reconditionnement des prisonniers, où la torture à la fois physique et psychique était censée en faire de fidèles exécutants des ordres du régime,.

### Direction de la sécurité intérieure
La Direction de la sécurité intérieure (Direcția de Securitate Internă) était chargée d'éliminer les dissidents au sein même du Parti communiste. Il s'agissait presque d'une Securitate dans la Securitate. C'était elle qui mettait sur table d'écoute les téléphones des autres officiers de la Securitate afin d'assurer une loyauté totale.

### Commission nationale des visas et des passeports
La Commission nationale des visas et des passeports contrôlait tous les voyages et les flux migratoires entre la Roumanie et les pays étrangers. En fait, l'émigration était impossible, sauf pour les membres haut placés du Parti : tout Roumain qui aurait fait la démarche dans ce sens aurait été immédiatement renvoyé de son travail et interdit d'exercer un métier qui ne serait pas manuel.
Lorsqu'en 1988 les lois sur l'émigration furent assouplies, près de 40 000 Roumains s'enfuirent en Hongrie.

### Direction des troupes de sécurité
La Direction des troupes de sécurité était composée d'une force paramilitaire de 20 000 hommes, dotée d'artillerie et de véhicules blindés légers. Elle gardait les bâtiments de la télévision et de la radio ainsi que ceux du Parti. Afin de s'assurer de la loyauté totale de ces troupes d'élite, il y avait cinq fois plus de commissaires politiques au sein de la Direction des troupes de sécurité que dans l'armée régulière. En cas de coup d'État, celle-ci était appelée en renfort du régime. Les troupes de sécurité bénéficiaient de traitements privilégiés et vivaient souvent dans des conditions de vie supérieures au reste de la population.

### Direction de la Milice
La Direction de la Milice contrôlait les forces de police roumaines et s'occupait notamment du contrôle de la circulation.

### Direction IV
La Direction IV était responsable de la sécurité militaire au sein des forces armées.

### Direction V
La Direction V comprenait les gardes du corps des plus hauts dignitaires du régime. Au nombre de 500 combattants d'élite politiquement sûrs, ce sont en partie des membres de cette direction qui continuèrent à se battre dans les rues de Bucarest au moment de la Révolution, afin de tenter de la faire vaciller.

## Dernières années[4]
Dans la dernière décennie du régime de Ceaușescu, le quadrillage de la Securitate a été efficace et aucun mouvement de dissidence notable n'a pu se structurer et émerger. Toutefois, aucun quadrillage n'a pu anticiper les révoltes spontanées, nées de la disette, d'injustices flagrantes en entreprise, d'incidents fortuits, qui émaillèrent les années 1975-1989, faisant apparaître au grand jour les insatisfactions concernant l'absence de toute liberté sociale et les conditions de vie. Il y eut des émeutes notamment dans la vallée du Jiu, à Craiova, à Brașov et à Bucarest. Éparses et informelles, elles n'ont abouti qu'à l'arrestation des participants et de leurs familles, mais elles encouragèrent les mouvements d'opposition qui ont germé auprès de dissidents divers tel Paul Goma, d'ouvriers tel Vasile Paraschiv (fondateur du SLOMR, équivalent roumain de Solidarność, dont tous les adhérents furent arrêtés), dans les minorités ethniques tels les Hongrois de Roumanie et religieuses tels les témoins de Jéhovah ou l'« Église du Silence » (une dissidence clandestine des principales églises chrétiennes, orthodoxe, catholique et protestantes) et même auprès de membres des échelons inférieurs du PCR et de l'appareil d'État.

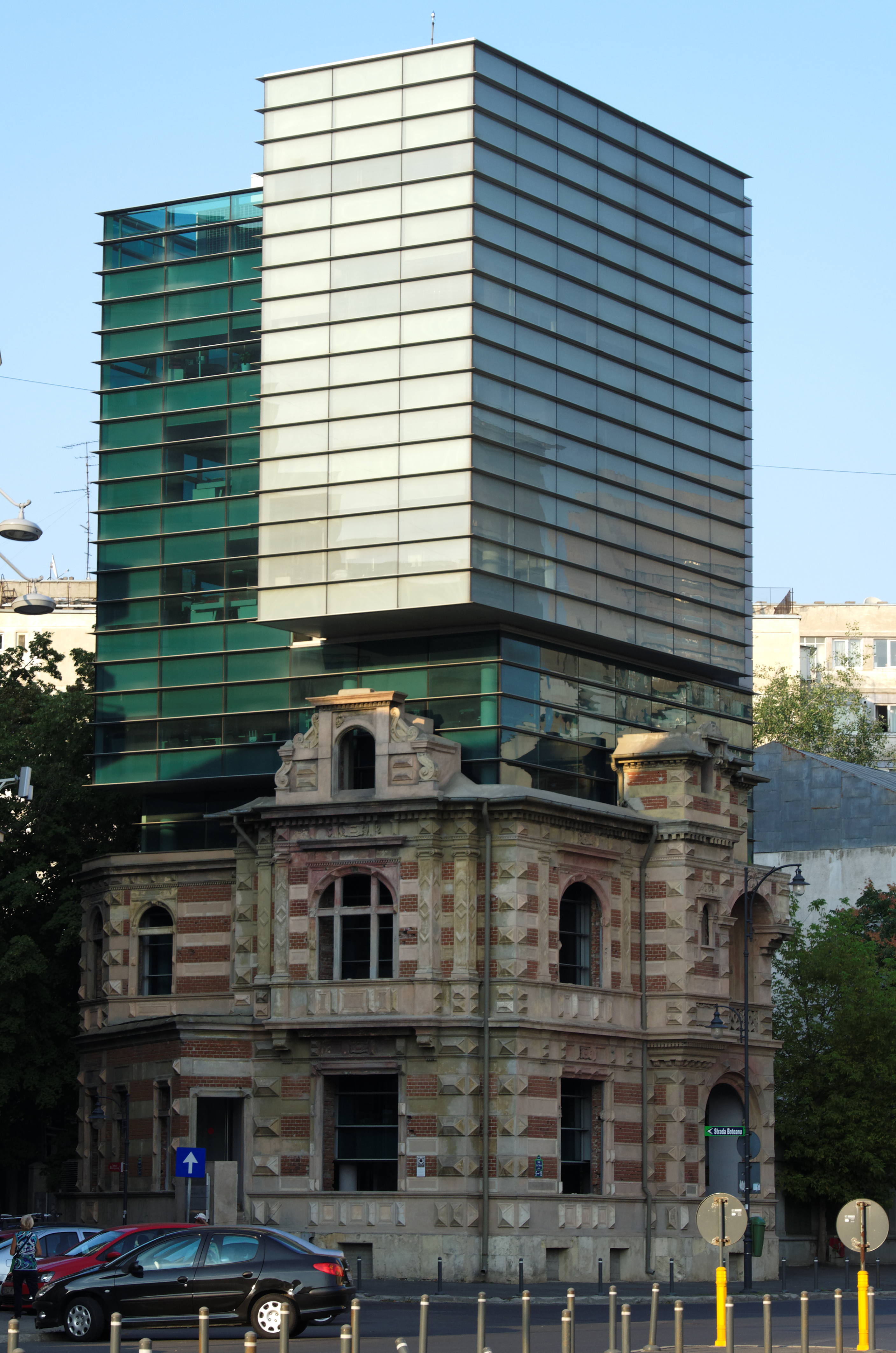
Siège de l'Union des architectes de Roumanie, Bucarest. L'immeuble est posé sur le bâtiment fin XIXe siècle de feu la Securitate que les balles de 1989 ravagèrent.

La Securitate a réussi à étouffer ces mouvements mais les ouvriers industriels étaient devenus, vers la fin des années 1970, une menace importante contre le régime Ceaușescu et contre le rôle moteur du PCR. Dans les années 1980, le mécontentement du prolétariat a continué à croitre, particulièrement à cause de la répression, de l'effondrement de l'économie nationale, du niveau de vie de plus en plus précaire et de l'absence de toute liberté de se syndiquer ou de s'associer. La pauvreté et le rationnement de la nourriture, du combustible et de l'électricité ont ainsi affecté en premier la classe ouvrière.
Ceaușescu a empêché le développement d'un véritable mouvement de travailleurs, comme Solidarność en Pologne, en s'aidant de la Securitate, mais aussi de la police. La Securitate avait une stratégie variée et efficace pour réprimer les dissidents. Ses agents recouraient à divers moyens allant du harcèlement, en passant par des menaces et de l'intimidation et jusqu'au « passage à tabac ». Les dissidents étaient souvent congédiés, accusés et emprisonnés pour « parasitisme » alors que ce sont les autorités elles-mêmes qui empêchaient leur embauche. Le système carcéral et de camps dont la clé de voûte était la prison de Pitești fonctionnait à plein régime (des travaux pharaoniques tels le canal Danube-Mer Noire ou le Palais du Peuple à Bucarest ont été aussi effectués par les prisonniers), les détenus y étant physiquement et psychologiquement torturés.
Pour les éloigner les uns des autres et pour les empêcher de mettre en place des liens avec des ressortissants, des journalistes ou des diplomates occidentaux, qui auraient pu attirer l'attention du monde extérieur, les autorités refusaient aux citoyens suspects les visas de « pendulaires », nécessaires si on voulait travailler ou vivre dans une grande ville. Parfois, pour éviter d'attirer l'attention sur eux, les dissidents connus n'étaient pas accusés officiellement ou étaient jugés en secret par des tribunaux militaires. Certains dissidents connus n'étaient pas écroués mais leur téléphone était mis sous écoute, leur courrier était surveillé et ils pouvaient être appréhendés sans motif. Certains ont ainsi pratiquement vécu aux arrêts à domicile, étaient continuellement surveillés par des agents de la Securitate en civil et de policiers en uniforme qui intimidaient des visiteurs potentiels.
Les mass media traitaient souvent publiquement les dissidents de « traîtres », d'« espions impérialistes » ou de « laquais de l'ancien régime ». Quand certains cas de dissidents parvenant à attirer l'attention d'organisations internationales pour la défense des droits de l'homme telles Amnesty International, à défaut de pouvoir prendre des mesures à l'encontre de celles-ci, la Securitate s'efforçait à les faire sortir du pays en leur rendant la vie impossible et en les expulsant du pays après les avoir privés de leur citoyenneté roumaine.
Après 1980, les émeutes suscitées par cette politique, le fait que même les conditions de vie de la nomenklatura se dégradaient, et le trop-plein du système carcéral (devenu ingérable, ce qui obligea le régime à amnistier massivement les droit-commun en 1987, afin de faire place aux prisonniers politiques) ont commencé à semer le doute jusque dans les hauts échelons de la Securitate, au point que plusieurs dizaines de hauts responsables, groupés autour des généraux Vasile Milea et Victor Atanasie Stănculescu et de membres éminents du PCR tels Petre Roman et Ion Iliescu, participèrent en décembre 1989 au renversement de Nicolae Ceaușescu.
Une fois calmées les émeutes et finis les combats de la « Libération », la Securitate, officiellement dissoute, se transforma en SRI (« Serviciul Român de Informații », « Service roumain de renseignements »), aux attributions comparables à n'importe quel service spécial et secret d'un pays démocratique, mais un « Consiliul național pentru studierea arhivelor Securității » (« Conseil national pour l'étude des archives de la Securitate ») fut ultérieurement mis en place, où chaque citoyen peut consulter son dossier sur demande écrite s'il a été conservé, une partie des archives ayant opportunément brûlé en 1990.